# Tần Huệ công (Chiến Quốc)
Tần Huệ công (chữ Hán: 秦惠公, trị vì 399 TCN-387 TCN), là vị vua thứ 27 của nước Tần - chư hầu nhà Chu trong lịch sử Trung Quốc.
Tần Huệ công là con của Tần Giản công, vua thứ 26 của nước Tần. Năm 400 TCN, Tần Giản công qua đời, Huệ công lên nối ngôi.
Năm 388 TCN, Huệ công sinh được một người con trai, lập làm thái tử.
Năm 387 TCN, Tần Huệ công đem quân đánh nước Thục, hạ thành Nam Trịnh.
Cùng năm đó, Tần Huệ công qua đời. Con ông là Tần Xuất công lên nối ngôi.